# Erotomani
Erotomani är en typ av vanföreställning som förekommer i till exempel vanföreställningssyndrom. Det innebär att en person är kär i en annan, ofta känd person eller någon med hög social status, till exempel en chef och tror att personen också är förälskad tillbaka.
I diagnossystemet DSM-IV är erotomani ingen egen diagnos utan betraktas som en variant av den mer allmänna diagnosen vanföreställningssyndrom 
Till exempel förföljdes skådespelerskan Jodie Foster under många år av en man som led av erotomani. Även sångerskan Agnetha Fältskog har råkat ut för personer drabbade av erotomani. Den s.k. sjösalakvinnan som i åratal förföljde Evert och sedan Sven-Bertil Taube kan ha lidit av erotomani.   
Syndromet är temat i Ian McEwans roman Kärlekens raseri, som filmatiserades 2004 med Daniel Craig i huvudrollen.

## Diagnos sett i film och tv-serier
Exempel på filmer där erotomani förekommer:
- Farlig förbindelse
- Kärlekens raseri (Ian McEwan)
- Vansinnigt förälskad

Exempel på TV-serier där erotomani förekommer:
- Criminal Minds: avsnitten "Broken Mirror", "Somebody's Watching" och "Magnificent Light"
- Atypical: Sam Gardner, som har en diagnos inom autismspektret, blir kär i sin psykolog och tror att även hon är kär i honom.
- You: Säsong 4, del 2. Dawn förföljer Lady Phoebe och tror att de är bästa vänner. Senare avslöjas det att även Joe lider av samma vanföreställning men gentemot Marianne som han först träffade i säsong 3 och förföljt till Europa.